# Джунейт Чалъшкур
Джунейт Чалъшкур (на турски: Cüneyt Çalışkur) е турски актьор.

## Биография и творчество
Роден през 1954 г. в Анкара. През 1978 г. завършва Държавната консерватория в Анкара. Работи като театрален актьор в Държавния театър в анкара, а после от 1994 г. като театрален режисьор в Държавния театър в Истанбул. 
Играе в сериала „Перла“ като бащата на Мехмет – Ахмед Шадоолу 
Умира на 28 март 2011 г. в Истанбул. 

## Филмография
- 1990 Bekle Dedim Gölgeye
- 1996 İstanbul Kanatlarımın Altında
- 2005 Перла
- 2008 Cennetin Çocukları – Хамза